# Starbucks
Starbucks é uma empresa multinacional norte-americana, com a maior cadeia de cafeterias do mundo. Tem sua sede na cidade de Seattle, estado de Washington. A companhia criou seu nome inspirada em parte pelo personagem Starbuck, do livro Moby Dick, e seu logotipo é um entalhe escandinavo do século XVI de uma sereia com duas caudas.
Além de cappuccino e café expresso, a Starbucks oferece outros tipos de bebidas, como uma variedade de chás, além de comidas como sanduíches. Lojas da Starbucks podem estar dentro de outros estabelecimentos comerciais, como livrarias e shopping centers.
Em 2021, a Starbucks contava com cerca de 34 mil lojas em todo o mundo, sendo 51% operadas pela própria marca.

## História

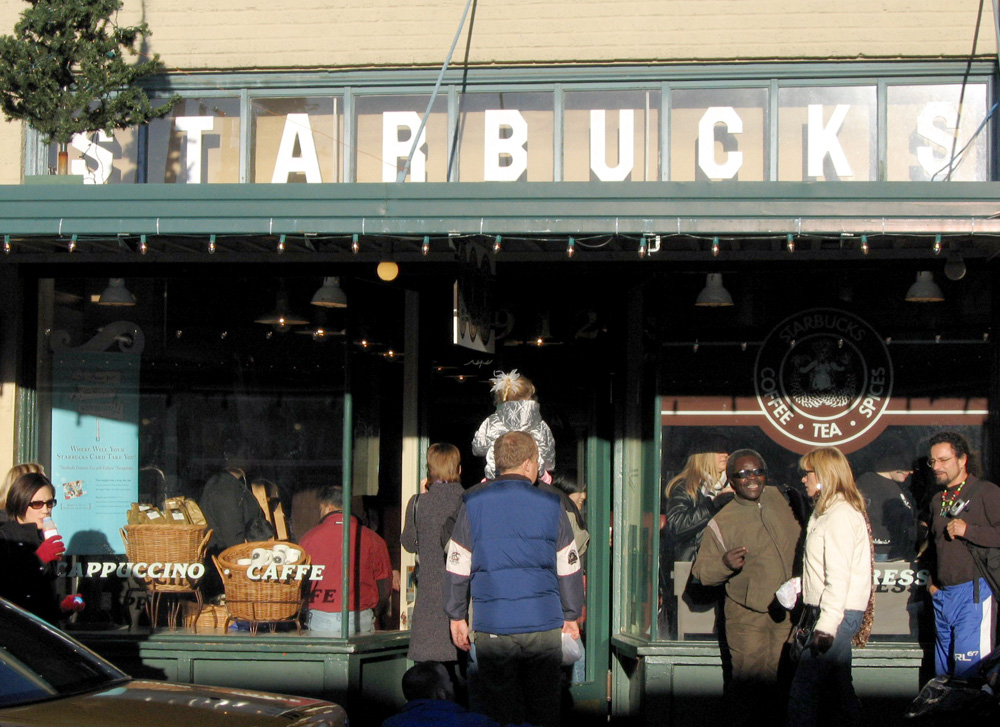
A loja original da Starbucks em Seattle, Estados Unidos

A primeira loja Starbucks foi aberta em 1971 por três sócios - os professores Jerry Baldwin e Zev Siegel, e o escritor Gordon Bowker. Foram inspirados por Alfred Peet, fundador da Peet's Coffee & Tea, que conheciam pessoalmente, para abrir a primeira loja na Pike Place Market e vender grãos de café de alta qualidade e equipamentos – a loja ainda está aberta, mas não no mesmo local em que foi inaugurada – Durante o primeiro ano de funcionamento compravam grãos verdes da Peet's Coffee & Tea, passaram mais tarde a comprar diretamente dos plantadores.
Howard Schultz entrou na empresa em 1982 e, após uma viagem a Milão, sugeriu que vendessem café e expressos além de grãos. Os donos rejeitaram a ideia, acreditando que isso mudaria drasticamente o foco da empresa, pois para eles café é algo que deveria ser feito em casa. Certo de que havia muito dinheiro para ser feito vendendo bebidas para norte-americanos, Schultz fundou o Il Giornale em 1985.
Em 1984 os donos originais da Starbucks, liderados por Baldwin, tiveram a oportunidade de comprar o Peet's. Em 1987 eles venderam a cadeia Starbucks para a Il Giornale de Schultz, que trocou as marcas do Il Giornale pelas da Starbucks e rapidamente entrou em expansão. A Starbucks abriu a sua primeira loja fora de Seattle, em Vancouver, e Chicago no mesmo ano. Ao iniciar a negociação de suas ações no mercado em 1992, a Starbucks tinha 165 pontos de venda.
A primeira Starbucks fora da América do Norte foi aberta em Tóquio em 1996. A entrada no Reino Unido ocorreu em 1998 com a compra da rede Seattle Coffee Company, então com 60 lojas, renomeando-as como Starbucks. Em novembro de 2005, Londres já tinha mais lojas que Manhattan.
Na América do Sul, Lima no Peru foi a primeira cidade a receber uma loja em 2003, seguindo-se da loja na cidade de São Paulo, no Brasil em 2006 e em Buenos Aires, na Argentina em 2008. Em 2013, durante uma conferência em Bogotá, o presidente da rede Howard Schultz anunciou a entrada da rede na Colômbia dizendo que "A Starbucks sempre acreditou e respeitou a distinta tradição do café colombiano."

### Nome e logotipo

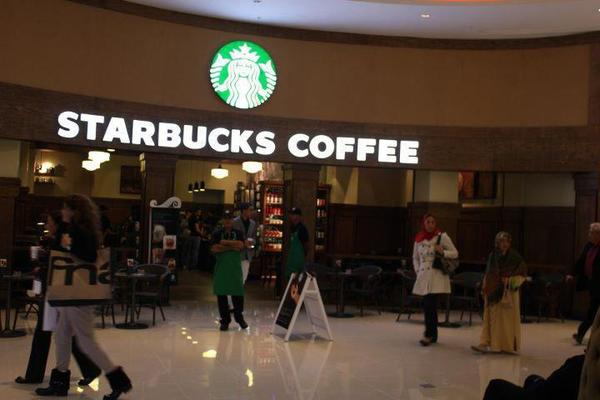
Loja da Starbucks em Casablanca, Marrocos

O nome da empresa foi inspirado pela personagem Starbuck do livro Moby Dick, assim como um campo de mineração no Monte Rainier, Starbo ou Storbo. Seu logotipo apresenta uma sereia com duas caudas. A empresa quase foi batizada "Cargo House", Terry Heckler, sócio e amigo de Gordon Bowker, comentou informalmente que palavras iniciadas com "st" tinham um certo poder. Bowker então começou uma lista de palavras começadas com estas letras. Outra pessoa então apareceu com um mapa das minas do Monte Rainier, onde havia uma cidade mineira chamada Starbo, o que fez Bowker lembrar do personagem Starbuck de Moby-Dick, livro de Herman Melville.
De acordo com o livro Dedique-se de coração: Como a Starbucks se tornou uma grande empresa de xícara em xícara (Pour Your Heart Into It: How Starbucks Built a Company One Cup at a Time) de Howard Schultz, o nome da empresa tem origem em Moby Dick, no entanto não da forma direta como se pode presumir. Gordon Bowker gostou do nome "Pequod" (o barco do romance), mas seu colega Terry Heckler foi contra: "Ninguém vai beber um copo de Pee-quod" (no original: "No one's going to drink a cup of Pee-quod!", "pee" é uma gíria em inglês para urina) Heckler sugeriu então "Starbo". Após algumas discussões com as duas ideias, chegaram ao nome Starbuck.
O logotipo da empresa é uma sereia com duas caudas, mas com o passar dos anos o logo foi simplificado. Na primeira versão, a sereia exibia os seios e suas caudas eram totalmente visíveis. Na segunda versão, seus seios foram cobertos com cabelo, enquanto seu umbigo ainda podia ser visto parte das caudas foi eliminada. Na versão atual, os seios e o umbigo não são visíveis e das caudas restam apenas a se(c)ção final. O logo original ainda pode ser visto na loja em Pike Place Market e nas embalagens do blend de aniversário.

### Nomes em outros países

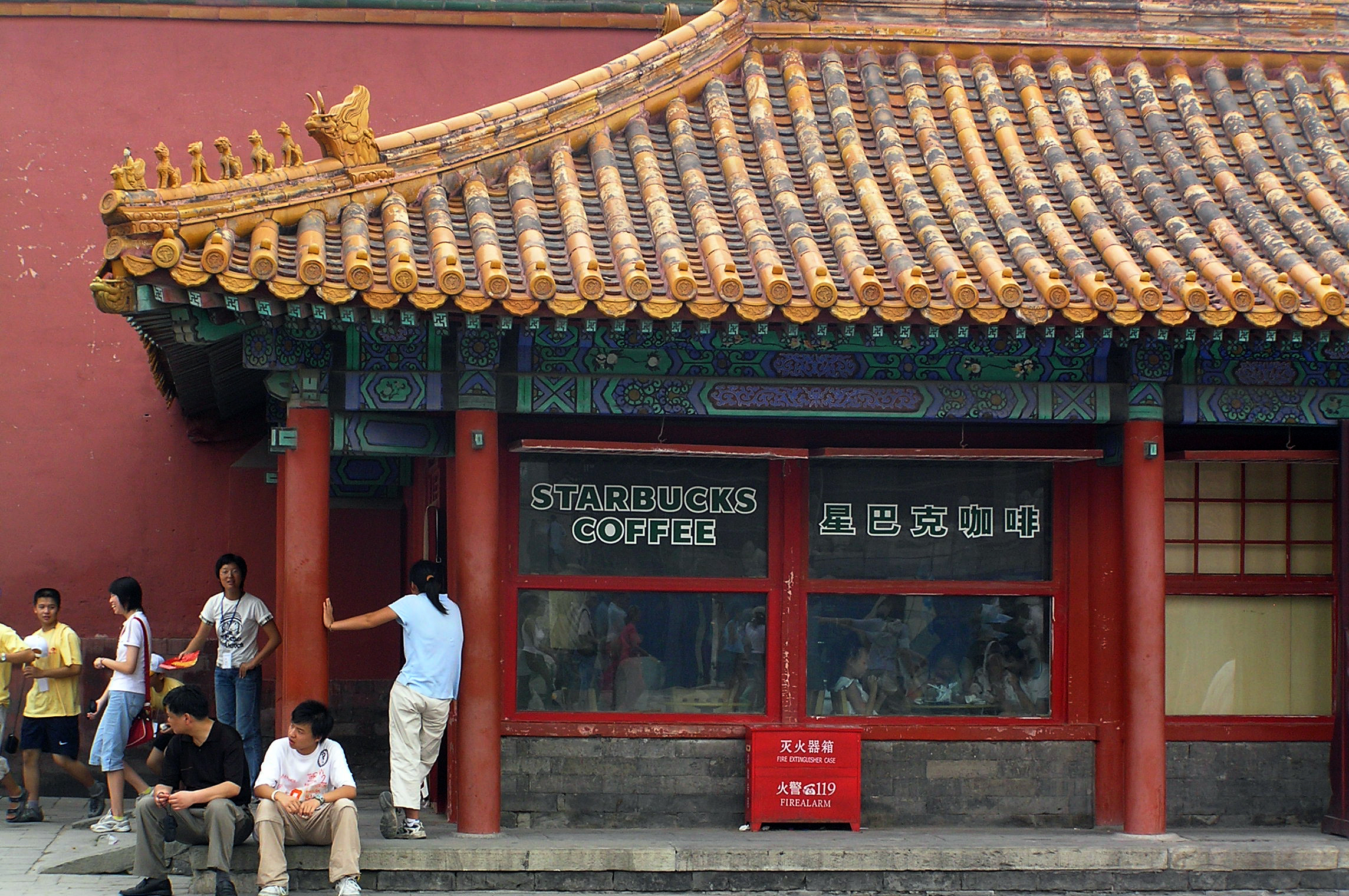
Starbucks na Cidade Proibida, em Pequim, China

- Países de língua árabe: ستاربكس (transliteração: stārbaks)
- China, Hong Kong, Taiwan: Pinyin: xīngbākè (星 xīng significa "star", enquanto 巴bā 克kè formam uma transliteração de "-bucks")
- Israel: סטארבקס (transliteração: sṭārbaqs)
- Japão: スターバックス (transliteração: sutābakkusu)
- Rússia: Старбакс (transliteração: Starbaks)
- Coreia do Sul: 스타벅스 (transliteração: seutabeokseu), normalmente usado em conjunto ao nome original.
- Quebec, Canadá: Café Starbucks Coffee[12] (palavra "Café" acrescentada para evitar problemas com a política local de línguas).
- Tailândia: สตาร์บัคส์ AFI: sǒtāːbākʰō

## Lojas
As lojas Starbucks oferecem uma variedade de cafés coados do modo tradicional, alternados em intervalos de tempo (geralmente semanal, dependendo da disponibilidade dos grãos) para proporcionar aos clientes uma maneira fácil de experimentar seus diferentes cafés e blends. Serve também uma gama de bebidas quentes, baseadas ou não no café expresso. De modo geral, no inverno e dias frios as bebidas quentes garantem o movimento das lojas Starbucks. Já nos dias quentes a maior parte do faturamento das lojas vêm das bebidas batidas com gelo, os "Frappuccinos".

### Funcionários

Loja frente ao portão de Brandemburgo, Berlim

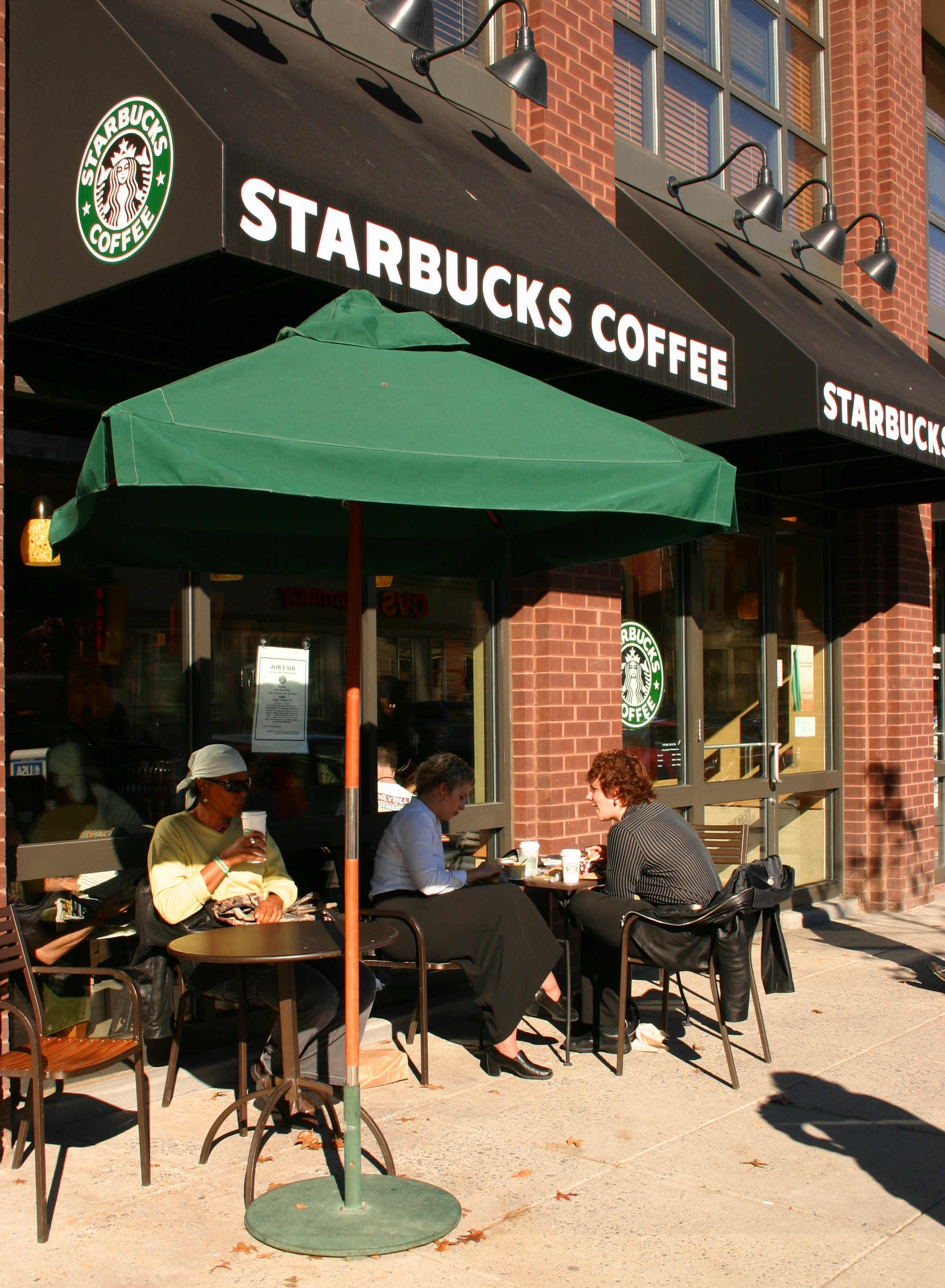
Loja em Washington, DC

Cada loja possui pelo menos dois baristas (ou "partners", como a Starbucks chamam seus funcionários) sendo que um deles é um coordenador de plantão (shift supervisor), assistente de gerente (assistant manager) ou gerente (store manager) de acordo com o volume de negócios.
Os baristas com aventais pretos identificados como "Coffee Master" são funcionários que completaram o curso Coffee Master e alcançaram uma alta pontuação durante sua certificação, treinados não apenas no preparo e degustação como também no cultivo, torra e compra de café. No passado, o funcionário precisava ser no mínimo um coordenador de plantão para se tornar um "Coffee Master", mas essa exigência foi alterada e todos os funcionários têm a chance de se tornar um "Coffee Master".
Os baristas de lojas operadas pela Starbucks costumam ter um pacote de benefícios mais amplo que em outras cafeterias, com seguro saúde e dental, além de um programa de compra de ações – chamado de Bean Stock – dependendo do país.

### Terceiro lugar
A Starbucks procura criar em suas lojas o conceito de um "terceiro lugar" (após a casa e o trabalho) para se passar o tempo, com áreas confortáveis equipadas com sofás e poltronas macias, tomadas elétricas para utilização de computadores portáteis, além de acesso sem fio à Internet (serviço gratuito a partir de 2013).
Segundo a empresa, para manter o aroma do café, é proibido fumar em praticamente todas as suas lojas, apesar de previsões de que essa restrição não teria sucesso em mercados como a Alemanha, onde existem poucas restrições ao ato de fumar. Em algumas lojas fumar é permitido em áreas separadas por portas duplas, em um pavimento superior ou em áreas externas. Pelo mesmo motivo os funcionários são proibidos de trabalhar com perfumes fortes.

## Bebidas
A Starbucks é conhecida pelo jargão de seu menu, substituindo os tradicionais "pequeno", "médio" e "grande" por "tall", "grande" e "venti" (vinte em italiano) (um tamanho menor, "short" com 8 onças líquidas, pode ser pedido em qualquer Starbucks, mas não é listado nos menus). Adicionalmente, como na maioria das cafeterias, a maioria das bebidas pode ser personalizada de alguma maneira – usando por exemplo leite desnatado ou de soja ao invés do leite integral – Sabores (ou xaropes) e chantilly podem ser acrescentados; cappuccinos podem ser feitos com mais ("seco") ou menos espuma ("úmido"). Outras opções estão disponíveis de acordo com a loja.
Na China, apenas os tamanhos "short", "tall" e "grande" estão disponíveis, não havendo o tamanho "venti". No Japão, o tamanho "venti" para bebidas quentes está disponível apenas em algumas das lojas.

### Tamanhos dos copos
Os clientes podem escolher um entre quatro tamanhos de copos para bebidas quentes, ou um entre três tamanhos para bebidas frias (incluindo Frappuccinos):
| Nome na Starbucks  | Nome em outros lugares | Volume de bebida quente | Volume de bebida fria |
| ------------------ | ---------------------- | ----------------------- | --------------------- |
| Short              | -                      | 236,59 ml (8 onças)     | -                     |
| Tall/Tall frio     | Pequeno                | 354,88 ml (12 oz.)      | 354,88 ml (12 oz.)    |
| Grande/Grande frio | Médio                  | 473,18 ml (16 oz.)      | 473,18 ml (16 oz.)    |
| Venti/Venti frio   | Grande                 | 591,47 mL (20 oz.)      | 709,76 ml (24 oz.)    |

- Os tamanhos originais de copos eram dois; short e tall, quando ampliaram a oferta de tamanhos escolheram as palavras italianas grande e venti (de "vinte", referente às vinte onças líquidas de capacidade do copo).
- Em alguns países, o copo Short é chamado de Alto ou Piccolo. O copo Tall pode ser encontrado como Mezzo em outros países, mantendo a nomenclatura de inspiração italiana.

### Jargão
O jargão utilizado na Starbucks foi pensado para uma comunicação eficiente entre empregados e com os seus clientes enquanto pedem as bebidas ou "marcam os copos". Segue-se uma ordem para anunciar cada personalização, terminando com o nome da bebida propriamente dita. O "nome" de uma bebida começa com o tamanho da bebida, em seguida a opção de ser fria (iced), se é descafeinada, o número de "shots" de café espresso (quando diferente da receita da bebida), sabores adicionados, o tipo de leite (integral, desnatado, soja ou soja light, além de outros dependendo da loja ou região), personalizações adicionais (sem espuma, extra-quente) e finalmente o nome da bebida.
- Tamanho > Frio/Quente > Descafeinado > Shots > Sabores/xaropes > Leite > Personalização > Bebida

Por exemplo a ordem utilizada para "chamar" um Latte frio grande com xarope de baunilha descafeinado, com chantilly, extra shot e leite desnatado seria: Grande, iced, descafeinado, triplo/3 shots, baunilha/vanilla, desnatado, com chantilly, latte.
OBS.: Se não especificado, a bebidas seria feita quente, com café espresso normal (com cafeína), leite integral e sem nenhuma personalização.

### Café
Os grãos de café da Starbucks são torrados em uma dentre quatro unidades de torrefação, localizadas em Kent, Washington; York, Pennsylvania; Carson Valley, Nevada e Amsterdam, Países Baixos. Os grãos torrados são embalados após a torra em uma bolsa com uma válvula que permite aos grãos continuarem a emitir gases dentro da embalagem sem danificá-la.
Os grãos e, em alguns casos, café moído podem ser comprados em todas as lojas Starbucks e em alguns outros pontos de venda. No caso dos cafés em grão, o cliente pode solicitar que o mesmo seja moído conforme o método de preparação utilizado.
Na Starbucks há três tipos diferentes de torrefação, que pode ser clara, média ou escura. Quão mais escura a torrefação, mais forte o sabor do café. No Brasil, existe somente um café de torrefação clara, o Starbucks Willow Blend, que é um composto de grãos da América Latina com grãos da África Oriental. De torrefação média, são quatro as possibilidades de café: Brasil Blend, com grãos provenientes do Brasil; Colombia, com grãos provenientes da cordilheira dos Andes; Kenya, com grãos provenientes do Quênia; e o Pike Place Roast, com grãos provenientes de Seattle, Estados Unidos. De torrefação escura, também são quatro as possibilidades de café: Caffè Verona, com um mix de grãos da América Latina e da Indonésia; Decaf Komodo Dragon Blend, que é um mix de diversos cafés da Ásia e do Pacífico; Espresso Roast, que é um mix de grãos da América Latina com grãos da Ásia/Pacífico; e o Sumatra, com grãos da Ásia/Pacífico.

## Presença internacional
| África                             | América do Norte e América Central                                                                                 | Oceania                     | América do Sul                                                     | Ásia | Europa |
| ---------------------------------- | --- | --------------------------- | ------------------------------------------------------------------ | --- | --- |
| - África do Sul - Egito - Marrocos | - Aruba - Bahamas - Canadá - Curaçao - Costa Rica - El Salvador - Guatemala - México - Porto Rico - Estados Unidos | - Austrália - Nova Zelândia | - Argentina - Brasil - Bolívia - Chile - Uruguai - Colômbia - Peru | - Barém - Brunei - China - Hong Kong - Índia - Indonésia - Japão - Jordânia - Kuwait - Líbano - Macau - Malásia - Omã - Filipinas - Catar - Arábia Saudita - Singapura - Coreia do Sul - Taiwan - Tailândia - Turquia - Emirados Árabes Unidos - Vietnã | - Alemanha - Áustria - Bélgica - Bulgária - Cazaquistão - Chipre - Tchéquia - Dinamarca - Finlândia - França - Grécia - Hungria - Irlanda - Noruega - Países Baixos - Polônia - Portugal - Romênia - Rússia - Espanha - Suécia - Suíça - Reino Unido |
|                                    | |                             |                                                                    | - Barém - Brunei - China - Hong Kong - Índia - Indonésia - Japão - Jordânia - Kuwait - Líbano - Macau - Malásia - Omã - Filipinas - Catar - Arábia Saudita - Singapura - Coreia do Sul - Taiwan - Tailândia - Turquia - Emirados Árabes Unidos - Vietnã | - Alemanha - Áustria - Bélgica - Bulgária - Cazaquistão - Chipre - Tchéquia - Dinamarca - Finlândia - França - Grécia - Hungria - Irlanda - Noruega - Países Baixos - Polônia - Portugal - Romênia - Rússia - Espanha - Suécia - Suíça - Reino Unido |

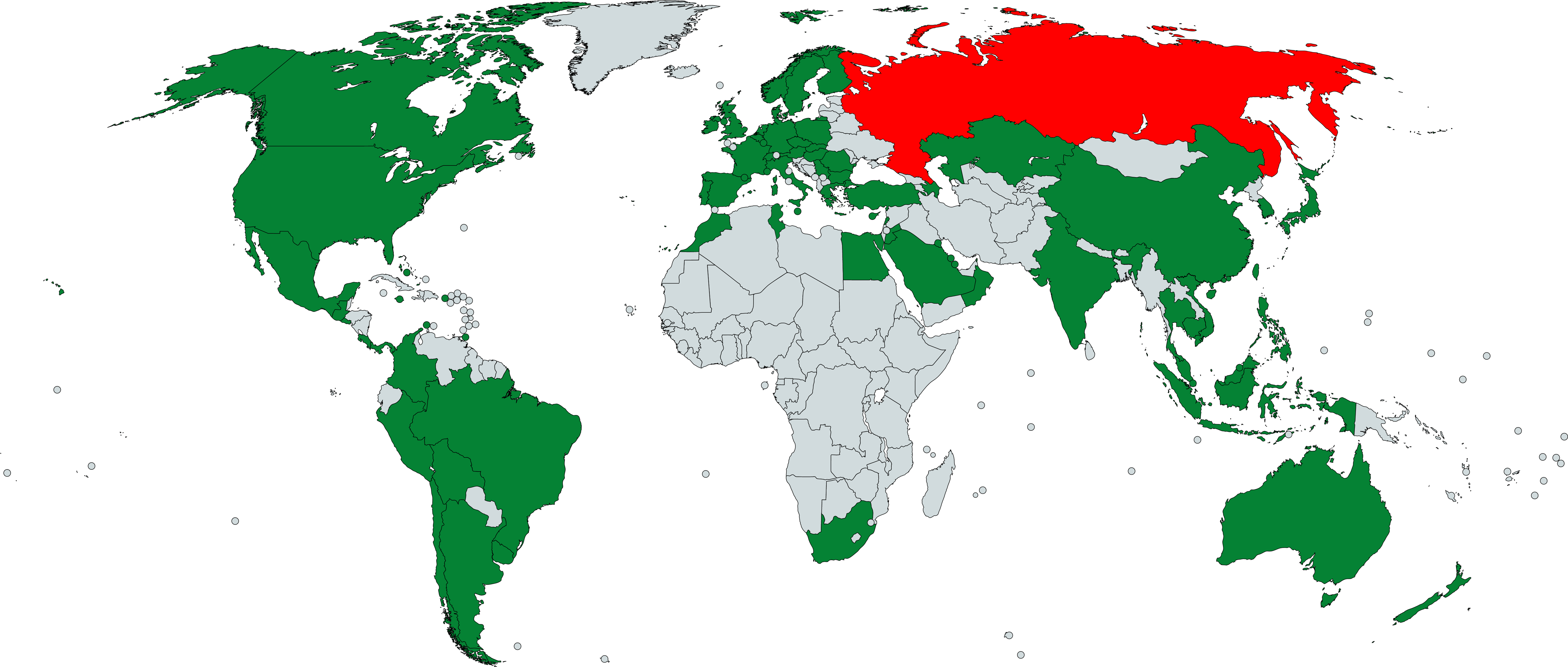
Países e territórios com presença de filiais da Starbucks

A Starbucks está presente na América Latina desde 2002 quando começou a expansão pelo México - onde já existem 531 cafeterias - seguido por Porto Rico (também em 2002), Chile e Peru (ambos em 2003), Brasil (2006), Argentina (2008) e El Salvador (2010).
O Brasil, apesar da abertura recente, lidera em número de lojas na América do Sul com 143 lojas. Logo em seguida, Argentina com 100. e Chile com 91.

### Brasil

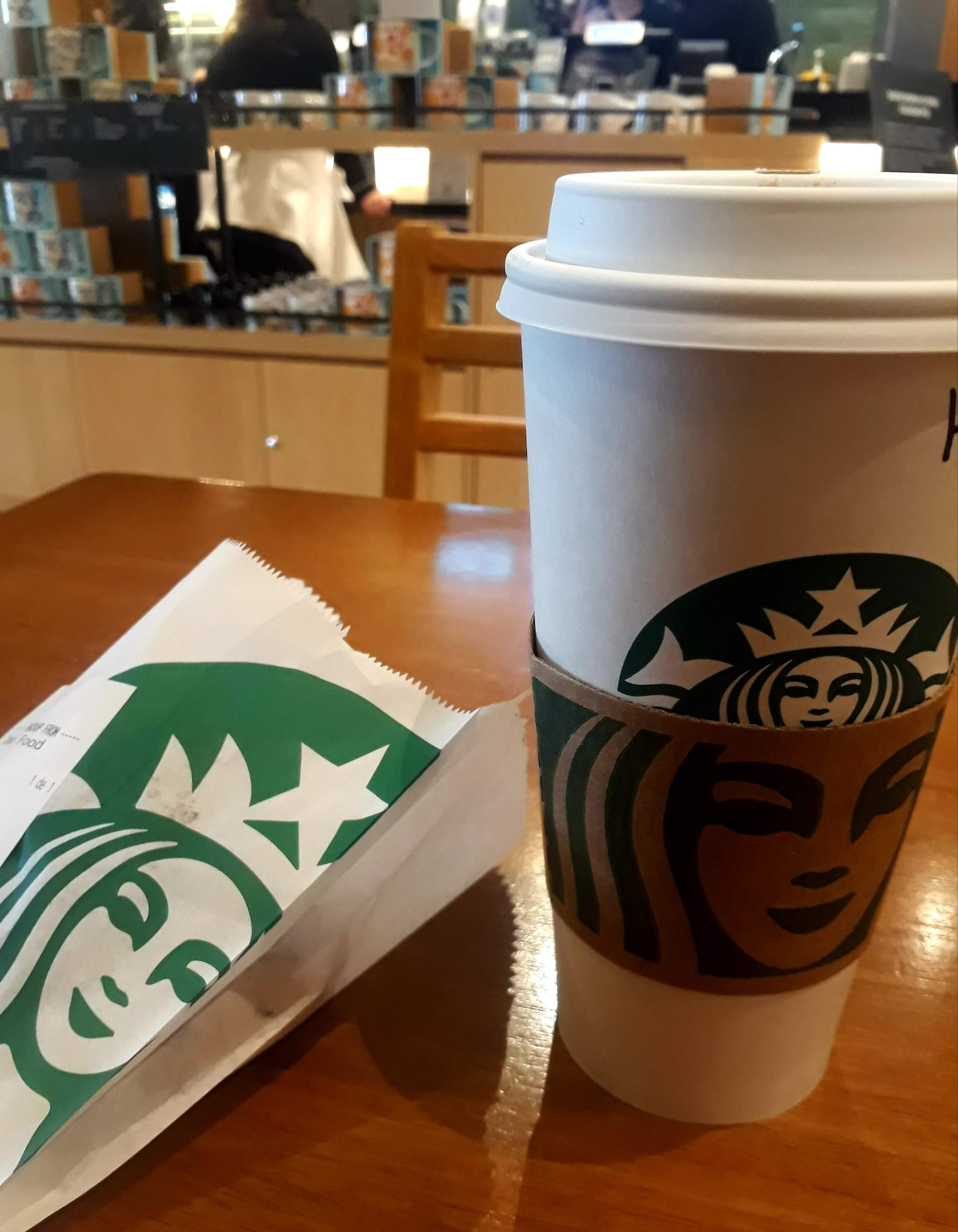
Cafeteria Starbucks, no Shopping Mueller, em Curitiba

A operação brasileira da Starbucks teve três fases. Nos primeiros anos, a Cafés Sereia do Brasil Participações S.A era a operadora licenciada da marca. A primeira loja da empresa no Brasil] foi inaugurada em 1 de dezembro de 2006 no Morumbi Shopping em São Paulo. A segunda loja começou a receber o público três dias depois, no mesmo local. Em janeiro de 2007, a empresa anunciou a assinatura do contrato de locação para instalação de sua terceira loja em São Paulo, no Shopping Pátio Higienópolis. A loja foi inaugurada no dia 20 de março de 2007. Apesar de estar localizada num shopping, a loja possui mesas e cadeiras na área externa, dando a sensação de ser uma loja "de rua". Depois passou a contar com mais dois pontos no Shopping Eldorado (uma loja e um quiosque). Recentemente foi inaugurada uma loja no Shopping Anália Franco, no bairro do Jardim Anália Franco, na Zona Leste de de São Paulo. A primeira loja fora de um shopping foi inaugurada na rua Amauri no bairro do Itaim Bibi, enquanto a primeira loja fora da cidade de São Paulo foi a 11ª, localizada no Shopping Iguatemi de Campinas. Em outubro de 2007, a empresária carioca Maria Luisa Rodenbeck, que trouxe a rede norte-americana para o Brasil e que era a sua diretora executiva, morreu em um acidente de trânsito na zona sul do Rio de Janeiro. O táxi que a conduzia ao aeroporto Santos Dumont, onde embarcaria para São Paulo, chocou-se frontalmente contra um ônibus. A primeira loja fora do estado de São Paulo foi inaugurada em dezembro de 2008 no Shopping Leblon, na cidade do Rio de Janeiro.
Em agosto de 2010, a matriz americana assumiu o controle das 22 lojas da rede com a aquisição da "Cafés Sereia do Brasil Participações S.A" - que como sócio local detinha 51% de participação acionária. Como parte da transação, a companhia mexicana de fast-food Alsea SAB também vendeu sua participação de 11,06%. O "Cafés Sereia do Brasil Participações S.A" era controlado pela família Rodenbeck, responsáveis – nos anos 80 – pela vinda do McDonald's e, na década de 1990, da rede Outback Steakhouse ao Brasil. Até 2018, quando a fase de operação própria termina, a rede mantinha 113 lojas no país – todas nos estados de São Paulo ou Rio de Janeiro.
Em 2018, a SouthRock, um fundo de private equity, assume a operação brasileira por 20 anos, iniciando a terceira fase da Starbucks no Brasil, que marca também o início da expansão para fora do eixo Rio-São Paulo. Em 2019, são inauguradas as primeiras lojas em Florianópolis, as primeiras no Sul do Brasil. Também foi confirmada a chegada da rede na capital, Brasília, em 2020.
Em 2021, foi anunciada a expansão para Curitiba, Porto Alegre e Belo Horizonte. Assim, encerrando o ano com mais de 143 lojas no país.[carece de fontes?]
Em 2022, anunciou a expansão para o nordeste, iniciando em Salvador, Bahia já em 2023.
Em 2023, a SouthRock – controladora da marca no Brasil – entrou com pedido de recuperação judicial por apresentar dívidas de cerca de 2 bilhões de reais, ao mesmo tempo que perdeu o direito de explorar a marca Starbucks no país. O pedido de recuperação judicial foi rejeitado pela Justiça de São Paulo por falta de elementos técnicos. Porém, mais de 50 unidades da loja foram fechadas no país.
Em 2024, a Zamp – controladora do Burger King no Brasil e que tem o fundo Mubadala dos Emirados Árabes Unidos como dono – comprou as operações da Starbucks no país por R$ 120 milhões. Com a compra, a Zamp passou a administrar todos os bens e os direitos da marca no Brasil. O CADE aprovou a compra no mês de julho. Em outubro, a compra foi concluída.

### Portugal
As lojas da rede em Portugal encontram-se maioritariamente em Lisboa.
A empresa abriu a sua primeira loja em Portugal em setembro 2008, no centro comercial Alegro, em Alfragide e meses mais tarde abriu a segunda loja no bairro lisboeta de Belém, e ambos tornaram-se grandes êxitos.
Mais tarde, a empresa abriu a sua terceira loja na margem Sul do Tejo no centro comercial Almada Forum,a quarta no centro comercial Dolce Vita Tejo, perto de Odivelas, a sua quinta nos Armazéns do Chiado e sexta loja, e quinta loja amiga do ambiente de Starbucks no mundo, na Estação do Rossio. Existem ainda as lojas de Cascais, Aeroporto de Lisboa, e a do centro comercial El Corte Inglés de Lisboa.
No dia 1 de dezembro de 2015 foi inaugurada uma loja no El Corte Inglés de Vila Nova de Gaia, começando assim a expansão da marca no norte do país, sendo sucedida no Porto pelas lojas do centro comercial La Vie em novembro de 2017, da Rua Mouzinho da Silveira em julho de 2018, do MAR Shopping a 10 de dezembro de 2018, do centro comercial Península Boutique Center (o primeiro quiosque da marca no País) a 7 de fevereiro de 2019 e dos Clérigos a 11 de agosto de 2019. Em 13 de junho de 2018 abre a loja de Braga.
No total, existem 23 lojas em Portugal, espalhadas pelos distritos de Lisboa, Porto, Braga e Faro e pela região autónoma da Madeira.

## Starbucks at Home
A Nestlé e a Starbucks lançaram no Brasil em 2019, a linha de cápsulas da Starbucks para a Nespresso e a Dolce Gusto. São 15 produtos que marcam a estreia da empresa no segmento no Brasil: seis variedades de cápsulas para o sistema Nespresso, seis para o sistema Nescafé Dolce Gusto (incluindo cappuccino e latte macchiato) e três opções de torrado e moído.